# میدر علیا
میدر علیا، روستایی در دهستان زردلان بخش جزمان شهرستان هلیلان در استان ایلام است.

## جمعیت
بر پایه سرشماری عمومی نفوس و مسکن در سال ۱۳۹۵، جمعیت این روستا برابر با ۱۷۰ نفر (۴۵ خانوار) بوده است.